# マシュー・ウィリアム・ピーターズ
マシュー・ウィリアム・ピーターズ（Matthew William Peters、1742年 - 1814年3月20日）は、イギリスの画家である。 肖像画や風俗画を描いた。

## 略歴
イギリス南岸のワイト島のFreshwaterで、土木技術者のマシュー・ピーターズ(Matthew Peters)の息子に生まれた。家族はピーターズの幼い時期にアイルランドのダブリンに移り、父親はアイルランドの水路の改修のアドバイザーとして働き、その仕事に関する論文を出版した。
ピーターズはダブリンでロバート・ウェスト(Robert West:c.1710-1770)という画家から絵を学び、14歳と16歳の時にダブリンの絵画学校で賞を得た。1759年に美術協会の奨学金を得てロンドンに移り、肖像画家のトマス・ハドソンの弟子になり、ロイヤル・ソサエティ・オブ・アーツで賞を得た。イタリアでの留学資金を得て1761年から1765年の間イタリアに旅し、フィレンツェのアカデミア・デル・ディセーニョ(Accademia del Disegno)の会員に1762年の9月に選ばれた。1765年にイギリスに帰国すると1766年から1769年の間はロイヤル・ソサエティの展覧会に出展し、1769年にロイヤル・アカデミー・オブ・アーツの展覧会に出展し、1771年にロイヤル・アカデミーの準会員に選ばれた。1771年から1775年の間、再びイタリアに滞在し、1783年から1784年はパリを訪れ、ルイ＝レオポルド・ボワイー(11761-1845)やアントワーヌ・ベスティエ(1740-1824)といった画家と知り合い、市民生活に題材に描いたジャン＝バティスト・グルーズ(1725-1805)の作品から影響を受けた。
有力者の支援を受け、1874年にはラトランド公爵のレスターシャーの邸宅に住むことを許され、1788年には未亡人となった公爵夫人からもレスターシャーのKniptonやWoolsthorpeの邸に滞在することを許された。レスターシャーの城(Belvoir Castle)の絵画の学芸員も務めた。1790年に結婚し、後に5人の子供が生まれた。
1795年にリンカンシャーのリンカン大聖堂に属する司祭となり、オックスフォードシャーのLangford Ecclesiaなどの司祭を務めた。この時期、リンカン大聖堂に3m×1.5mの大きさの宗教画を描いた。版画家で出版業者のジョン・ボイデルがシェイクスピアの戯曲の場面を、同時代の画家に描かせ版画化して出版するプロジェクトに参加した。
1814年にケントのBrastedで没した。

## 作品

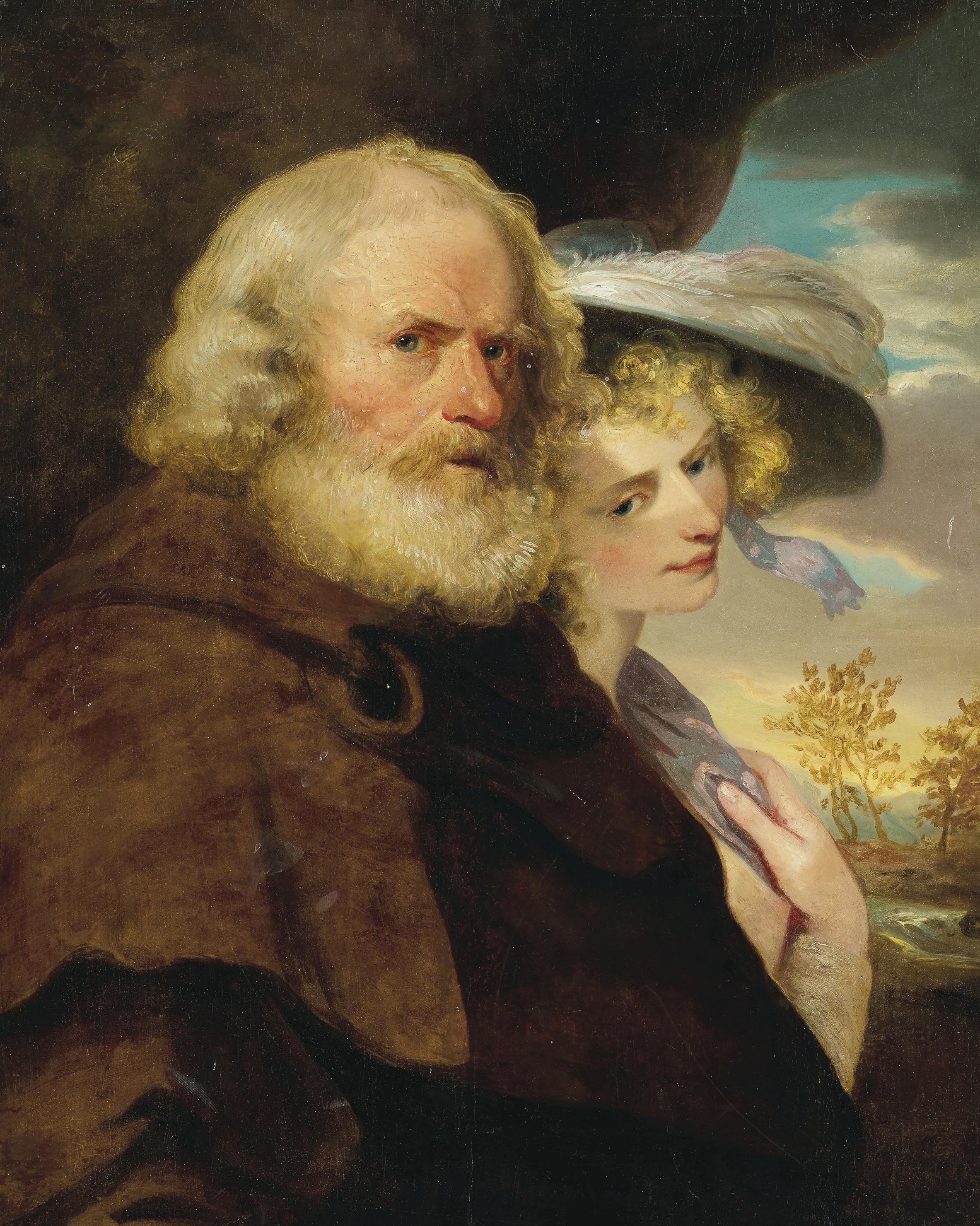
リア王とコーデリア
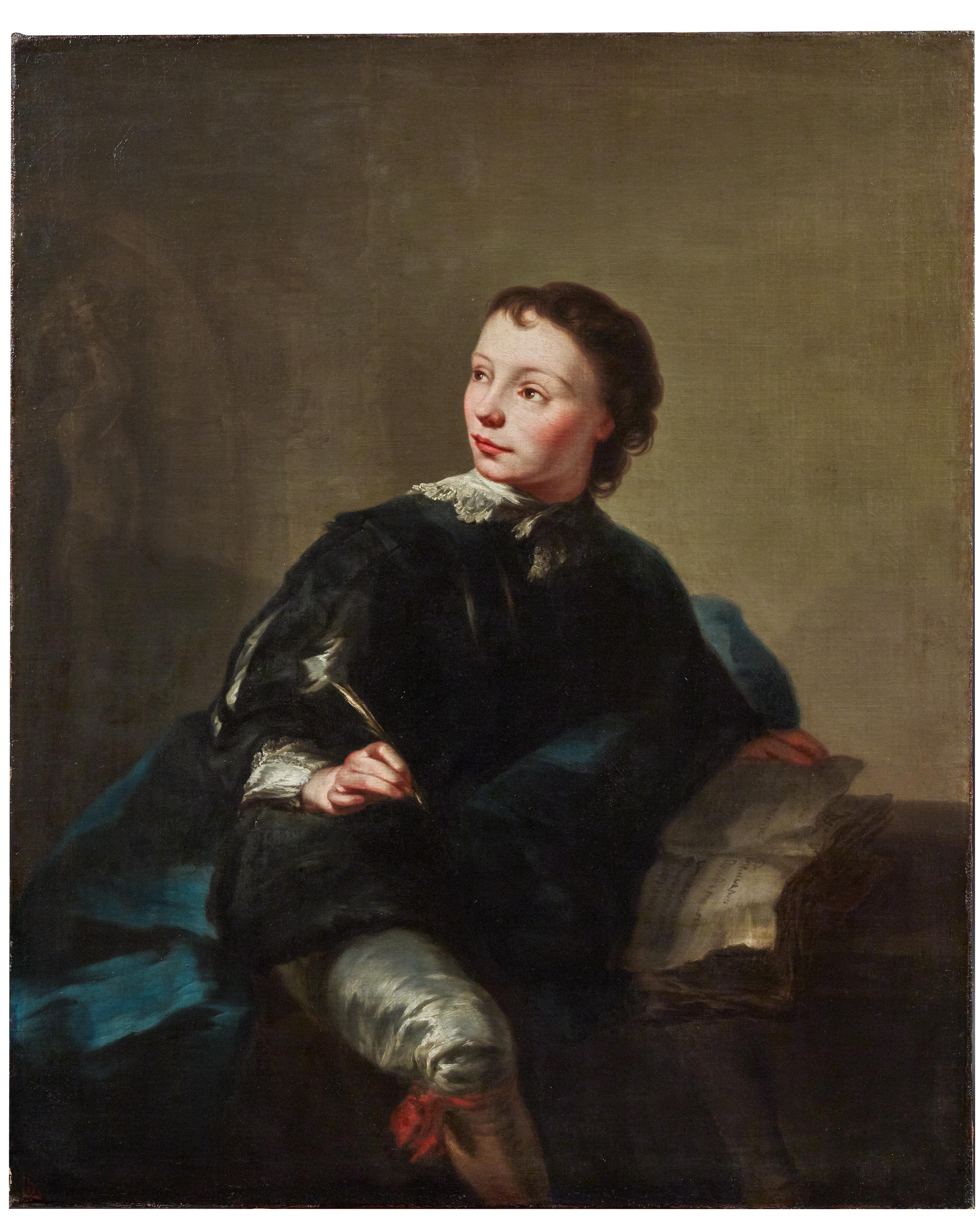
"Portrait of a boy in Vandyckian costume"
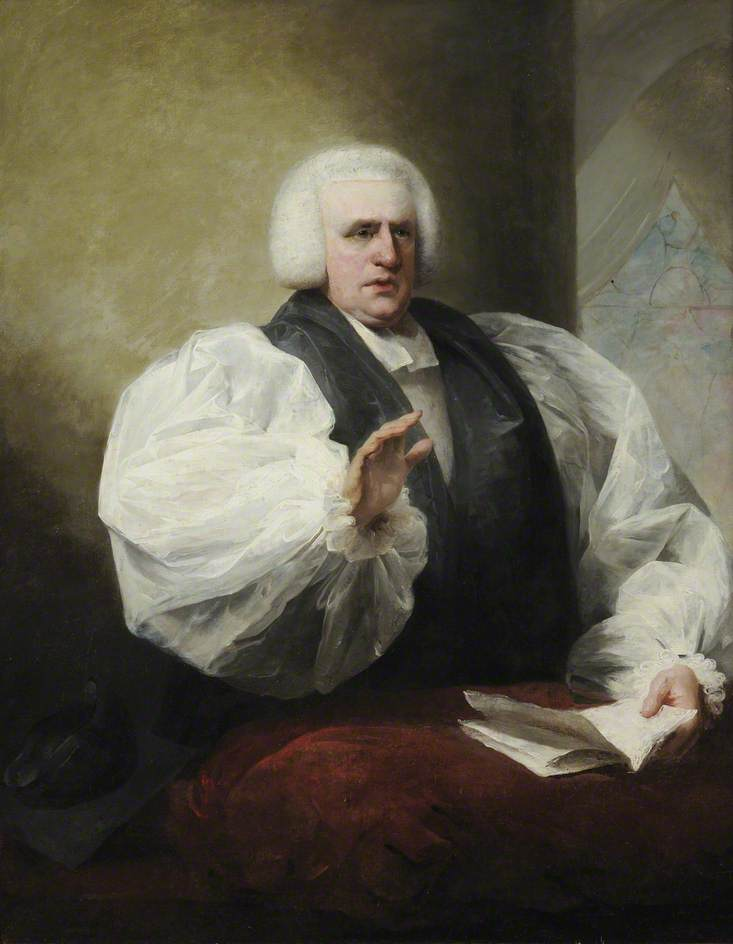
John Hinchliffe(聖職者)
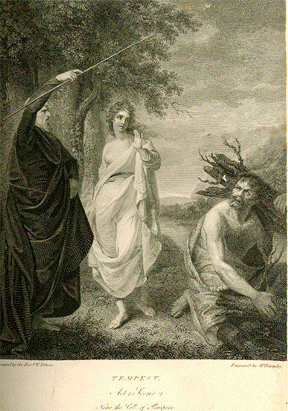
シェークスピアの『テンペスト』からプロスペロー

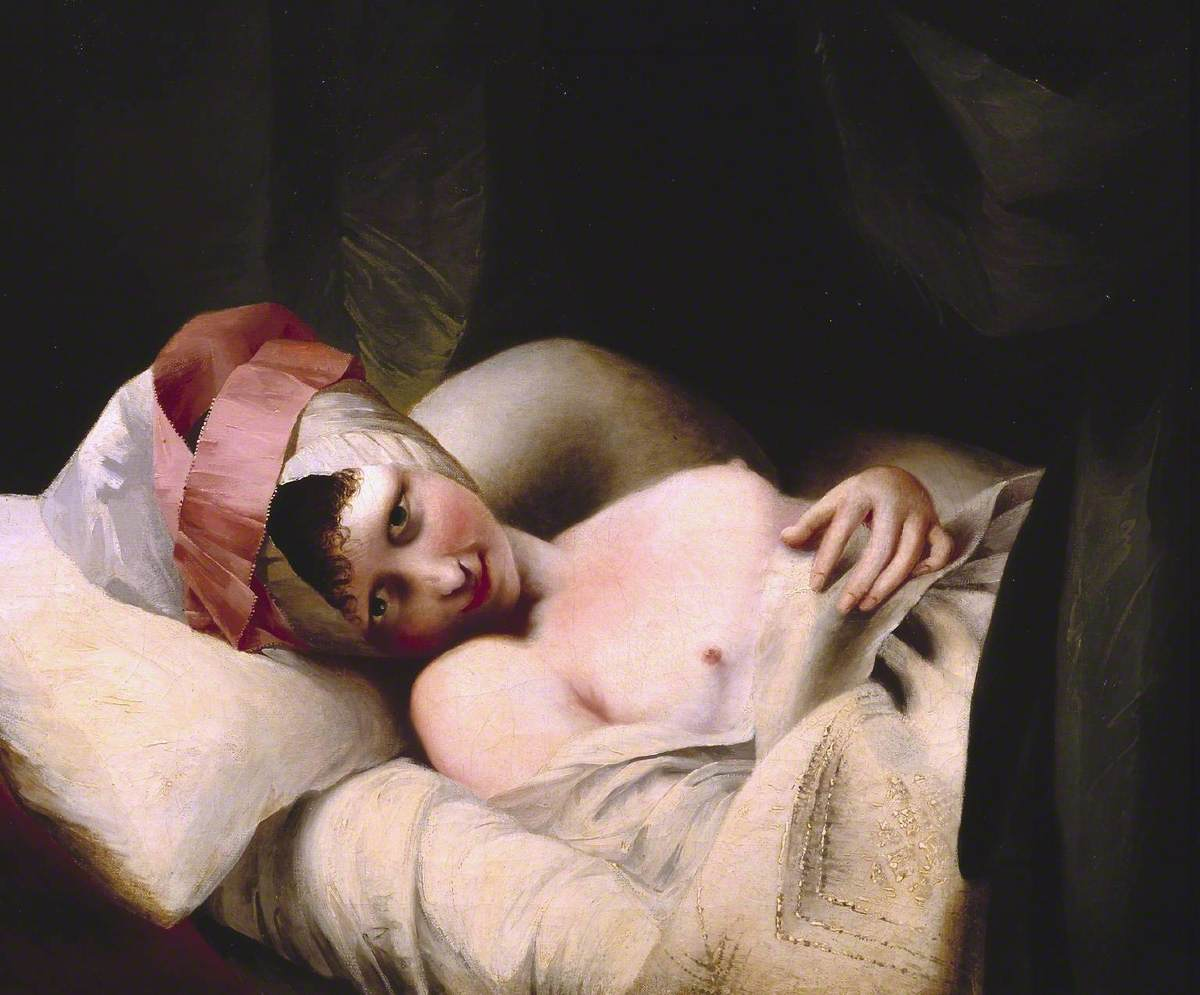
"Lydia" (1777)
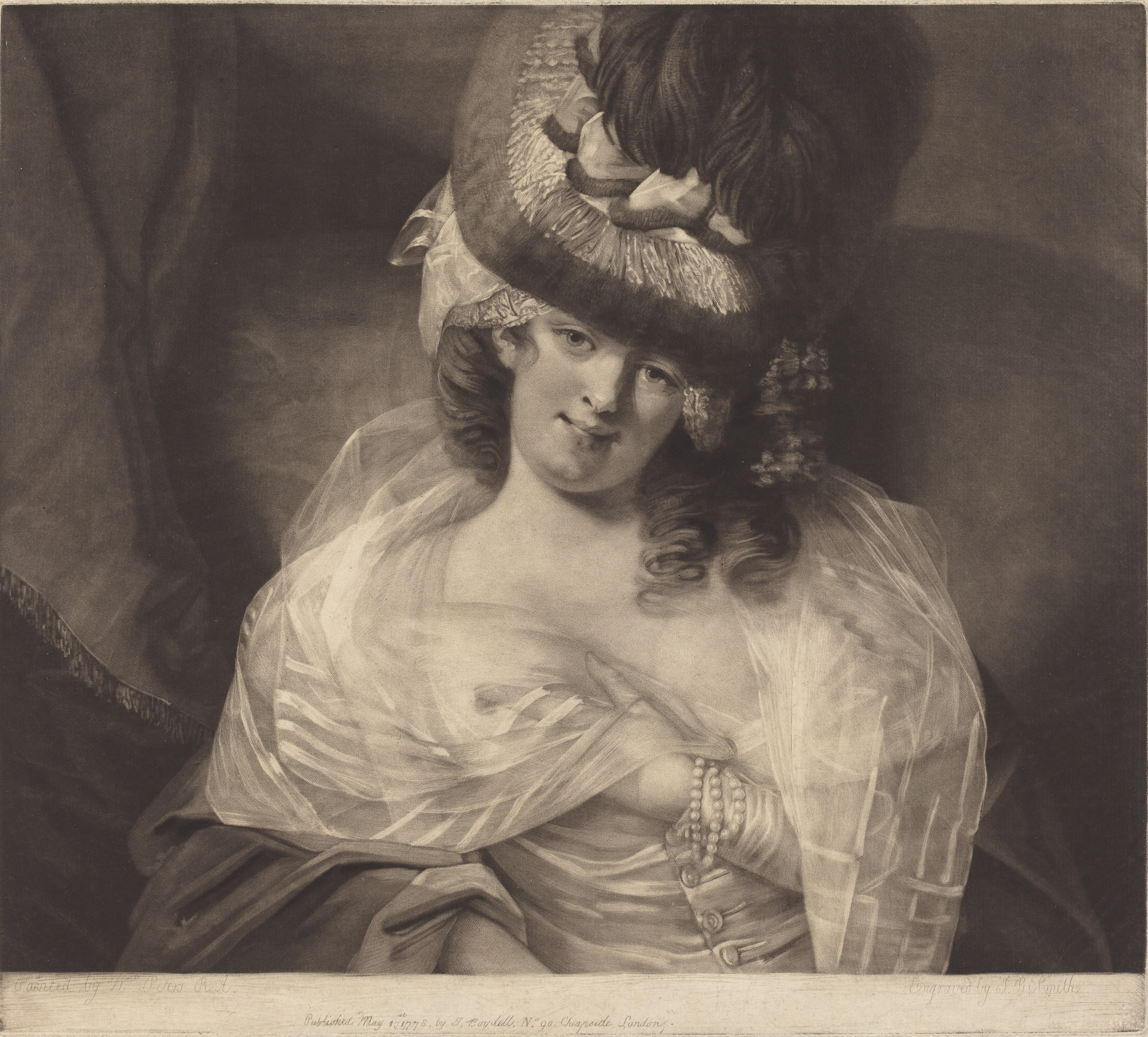
"Love in Her Eyes Sits Playing" (ピーターズの原画によるジョン・ラファエル・スミスの版画)
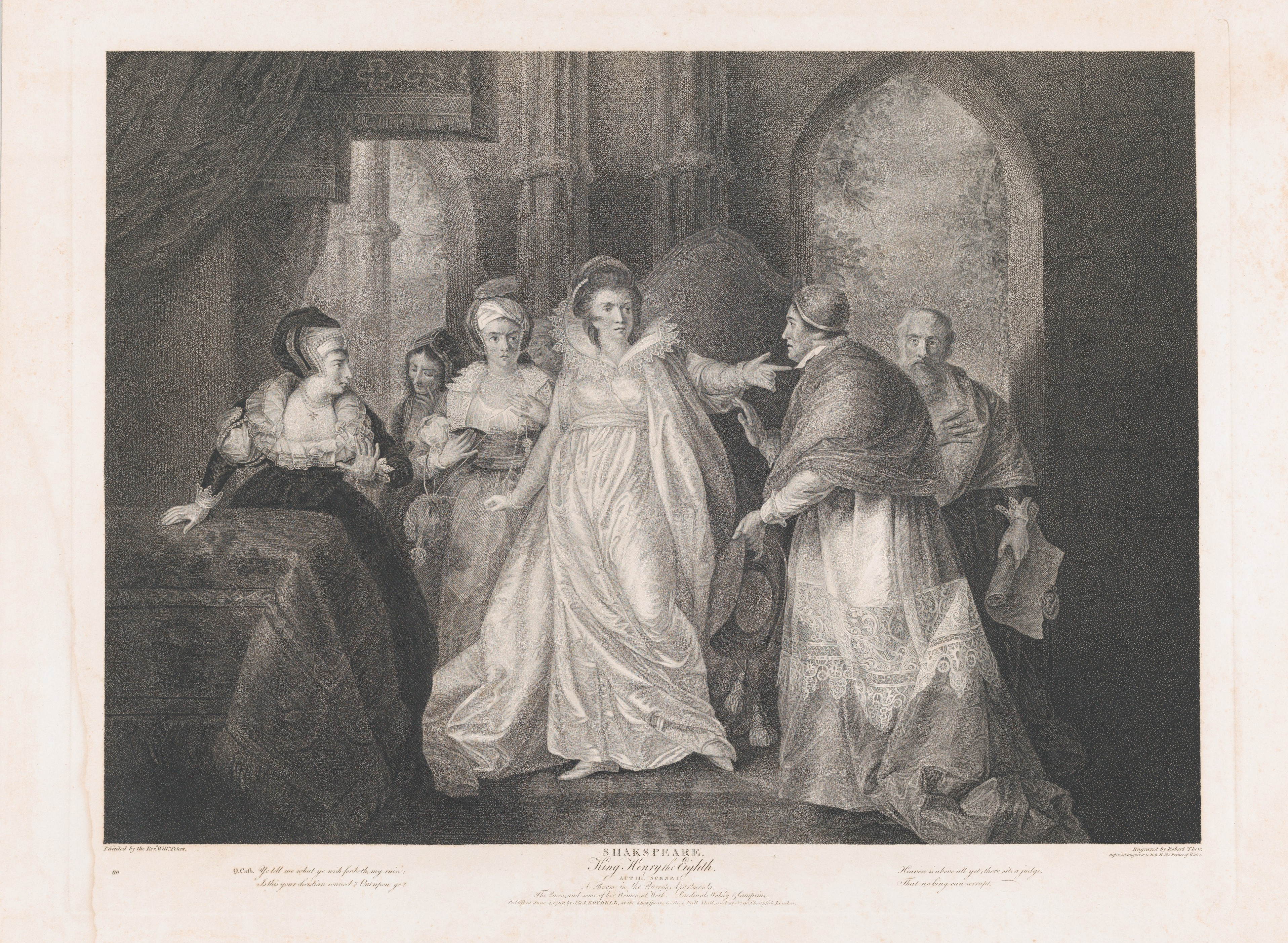
シェークスピアの『ヘンリー八世』の場面